# Нгултрум
Нгу́лтрум (дзонг-кэ དངུལ་ཀྲམ, произносится как нгюльтрам), также Бутанский нгултрум — денежная единица Королевства Бутан. Буквенный код в стандарте ISO 4217 — BTN, цифровой — 064. Официальный символ — Nu, эмитент — Королевское валютное управление Бутана. Курс нгултрума фиксированный с индийской рупией на курс 1 ₹ : 1 Nu.
1 нгултрум состоит из 100 четрумов (дзонг-кэ ཕྱེད་ཏམ, Ch). В обращении находятся монеты достоинством 20, 25, 50 четрумов и 1 нгултрум, редко, но используются также монеты достоинством 5 и 10 четрумов. В обращении находятся банкноты достоинством 1, 5, 10, 20, 50, 100, 500 и 1000 нгултрумов. 
Нгултрум официальная валюта королевства с 1974 года (до этого валютой Бутана была индийская рупия, хотя иногда и современный нгултрум называют «рупия Бутана»). Термин происходит от дзонг-кэ нгул, «серебро», и трум, заимствованного из слова тангка, означающего «деньги».

## История
До 1789 года в Бутане ходили монеты монетного двора Куч-Бехар. После этого Бутан начал выпускать собственные монеты, известные как четрум, в основном серебряные 1⁄2 рупии. Кованые серебряные и медные монеты были единственными типами, выпускаемыми до 1929 года, когда были введены современные серебряные 1⁄2 рупии, за которыми в 1931 году последовала бронзовая 1 пайса (датированная 1928 годом). В 1950 году были введены никелевые монеты в 1⁄2 рупии. В то время как монеты монетного двора Куч-Бехара циркулировали наряду с собственными монетами Бутана, децимализация была введена в 1957 году, когда Бутан впервые выпустил монеты, номиналом в пайса. Выпуски 1966 года включали монеты в 25 пайс, 50 пайс и 1 рупию, отчеканенные из медно-никелевого сплава.
В то время как правительство Бутана развивало свою экономику в начале 1960-х годов, монетизация в 1968 году привела к созданию Банка Бутана. После проведения денежных реформ в 1974 году был официально введен нгултрум как 100 чхетрумов, равных 1 нгултруму. Нгултрум сохранил привязку к индийской рупии по номиналу, которую сохранили бутанские монеты.
Министерство финансов выпустило свои первые банкноты в 1974 году номиналом 1, 5, 10 и 100 нгултрумов. За этим последовало создание Королевского валютного управления Бутана в качестве центрального банка Бутана в 1982 году, которое взяло на себя полномочия по выпуску банкнот в 1983 году, заменив полномочия Министерства финансов.

## Монеты
| Изображение | Изображение | Номинал     | Диаметр (мм) | Описание                                                                                                | Описание | Годы    | Годы        |
| Аверс       | Реверс      | Номинал     | Диаметр (мм) | Аверс                                                                                                   | Реверс | выпуска | изъятия     |
| ----------- | ----------- | ----------- | ------------ | --- | --- | ------- | ----------- |
|             |             | 5 четрумов  | 22,00        | Джигме Сингье Вангчук Описание: 1975 འབྲུག། Bhutan                                                        | колесо Дхармы Описание: ཕྱིཏ་ཊམ 5 CHETRUMS | 1974    | 1979        |
|             |             | 5 четрумов  | 17,15        | символы внутри круга Описание: ROYAL GOVERNMENT OF BHUTAN 1979                                          | символы внутри круга Описание: ངྱད་ཀྲམ་ལྱ་། FIVE CHHERTUM | 1979    | в обращении |
|             |             | 10 четрумов | 26,00        | Джигме Сингье Вангчук Описание: 1974 འབྲུག། Bhutan                                                        | бесконечный узел (символизирует бесконечное рождение) Описание: ཕྱིཏ་ཊམ 10 CHETRUMS | 1974    | 1979        |
|             |             | 10 четрумов | 20,35        | раковина (один из 8 почитаемых буддийских символов) Описание: ROYAL GOVERNMENT OF BHUTAN 1979           | восемь различных почитаемых буддийских символов, а в центре — слово འབྲུག «Бутан» на языке дзонг-кэ Описание: ཕྱིང་ཊམ་བཅུ་ཐམ། TEN CHHERTUM                                                                                   | 1979    | в обращении |
|             |             | 20 четрумов | 22,00        | человек, работающий в поле Описание: ཀུན་ལ་བཟའ་བཏུང FOOD FOR ALL 1974                                     | уменьшенная версия Герба Бутана Описание: འབྲུག BHUTAN CHETRUMS 20 ཕྱེད་ཊམ | 1974    | в обращении |
|             |             | 25 четрумов | 18,90        | Джигме Сингье Вангчук Описание: 1975 འབྲུག། Bhutan                                                        | золотые рыбки удачи (буддийский символ) Описание: ཕྱིཏ་ཊམ 25 CHETRUMS | 1974    | 1979        |
|             |             | 25 четрумов | 22,20        | золотые рыбки удачи Описание: ROYAL GOVERNMENT OF BHUTAN 1979                                           | двойной алмаз-молния, символизирующий гармонию между светской и религиозной властью Описание: ཕྱེད་ཀྲམ་ཉེར་ལྔ། TWENTY-FIVE CHHERTUM                                                                                          | 1979    | в обращении |
|             |             | 50 четрумов | 25,85        | ваза с сокровищами (один из 8 почитаемых буддийских символов) Описание: ROYAL GOVERNMENT OF BHUTAN 1979 | восемь различных почитаемых буддийских символов, а в центре находится слово འབྲུག (БУТАН) Описание: ཕྱེད་ཀྲམ་ལྔ་བཅུ། FIFTY CHHERTUM.                                                                                           | 1979    | в обращении |
|             |             | 1 нгултрум  | 28,00        | Джигме Сингье Вангчук Описание: 1975 འབྲུག། Bhutan                                                        | герб Бутана Описание: ང ངུལ་ཏུམ 1 Ngultrum | 1974    | 1979        |
|             |             | 1 нгултрум  | 27,95        | Герб Бутана внутри круга, дата внизу Описание: ROYAL GOVERNMENT OF BHUTAN 1979                          | Монета разделена на девять частей внутри круга, на каждой из которых изображён символ, номинал, ниже восемь различных почитаемых буддийских символов, а в центре — слово འབྲུག (БУТАН) Описание: དངུལ་ཀྲམ་གཅིག། ONE NGULTRUM | 1979    | в обращении |

## Банкноты

### Серия 1974 года
| Серия 1974 года | Серия 1974 года   | Серия 1974 года      | Серия 1974 года | Серия 1974 года | Серия 1974 года                                                                                          | Серия 1974 года    |
| Изображение     | Изображение       | Номинал (нгултрумов) | Размеры (мм)    | Основные цвета  | Описание                                                                                                 | Описание           |
| Лицевая сторона | Оборотная сторона | Номинал (нгултрумов) | Размеры (мм)    | Основные цвета  | Лицевая сторона                                                                                          | Оборотная сторона  |
| --------------- | ----------------- | -------------------- | --------------- | --------------- | --- | ------------------ |
|                 |                   | Nu.1                 | 114 x 62        | синий           | государственный герб, два дракона                                                                        | Симток-дзонг       |
|                 |                   | Nu.5                 | 130 × 62        | оранжевый       | государственный герб, две мифические птицы (Бья Церинг) (птица долгой жизни)                             | Паро-ринпунг-дзонг |
|                 |                   | Nu.10                | 140 × 70        | фиолетовый      | государственный герб, дунгкар (раковина) (один из восьми счастливых знаков), Джигме Сингье Вангчук       | Паро-ринпунг-дзонг |
|                 |                   | Nu.20                | 152 × 70        | жёлтый          | государственный герб, хорло (Колесо Дхармы, один из восьми благоприятных знаков), Джигме Дорджи Вангчук  | Пунакха-дзонг      |
|                 |                   | Nu.50                | 155 × 70        | розовый         | государственный герб, хорло (Колесо Дхармы, один из восьми благоприятных знаков), Джигме Дорджи Вангчук  | Тронгса-дзонг      |
|                 |                   | Nu.100               | 161 × 70        | зелёный         | норбу римпоче (один из семи благоприятных драгоценных камней), Джигме Сингье Вангчук                     | Ташичо-дзонг       |
|                 |                   | Nu.500               | 160 × 70        | красный         | норбу римпоче, окруженный двумя драконами (один из семи благоприятных драгоценных камней), Угьен Вангчук | Пунакха-дзонг      |

### Серия 2006 года
| Серия 2006 года                                 | Серия 2006 года   | Серия 2006 года      | Серия 2006 года | Серия 2006 года     | Серия 2006 года | Серия 2006 года | Серия 2006 года |
| Изображение                                     | Изображение       | Номинал (нгултрумов) | Размеры (мм)    | Основные цвета      | Описание | Описание | Годы печати     |
| Лицевая сторона                                 | Оборотная сторона | Номинал (нгултрумов) | Размеры (мм)    | Основные цвета      | Лицевая сторона | Оборотная сторона | Годы печати     |
| ----------------------------------------------- | ----------------- | -------------------- | --------------- | ------------------- | --- | --- | --------------- |
|                                                 |                   | 1                    | 120×60          | синий               | орнамент с драконами | Симтокха-дзонг | 2006 2013       |
|                                                 |                   | 5                    | 125×60          | коричневый          | орнамент с птицами | Такцанг-лакханг | 2006 2011 2015  |
|                                                 |                   | 10                   | 125×65          | зелёный, фиолетовый | Джигме Сингье Вангчук | Ринпунг-дзонг | 2006 2013       |
|                                                 |                   | 20                   | 130×65          | жёлтый, зелёный     | Джигме Дорджи Вангчук | Пунакха-дзонг | 2006 2013       |
|                                                 |                   | 50                   | 145×70          | розовый             | Джигме Кхесар Намгьял Вангчук | Тронгса-дзонг | 2008 2013       |
|                                                 |                   | 100                  | 145×70          | зелёный             | Джигме Сингье Вангчук | Ташичо-дзонг | 2006 2011 2015  |
|                                                 |                   | 100                  | 145×70          | зелёный             | Джигме Кхесар Намгьял Вангчук с женой | Пунакха-дзонг | 2011            |
|                                                 |                   | 100                  | 146×70          | жёлтый и оранжевый  | Памятная банкнота в честь первой годовщины рождения Его Королевского Высочества принца Джигме Намгьела Вангчука. Изображены король Джигме Кхесар Намгьял Вангчук с королевой и сыном. На банкноте надпись «Празднование первой годовщины рождения Его Королевского Высочества Гьялси». Также изображена Дхармачакра. Также изображена двойная ваджра. | Горы и поверх пунктиром изображён друк. Перед номером банкноты добавлен префикс «RB», символизирующий королевское рождение (англ. Royal Birth). | 2017            |
|                                                 |                   | 500                  | 155×70          | розовый             | Угьен Вангчук | Пунакха-дзонг | 2006 2011       |
|                                                 |                   | 1000                 | 165×70          | жёлтый, оранжевый   | Джигме Кхесар Намгьял Вангчук | Ташичо-дзонг | 2008            |
| Масштаб изображений — 1,0 пикселя на миллиметр. |                   |                      |                 |                     | | |                 |

В 2014 году выпущены банкноты в 1 и 10 нгултрумов нового образца, изготовленные из гибридного (бумажно-полимерного) состава.

## Режим валютного курса
Курс нгултрума привязан к индийской рупии (код ISO 4217 — INR) в соотношении 1:1.